# Emil Redlich

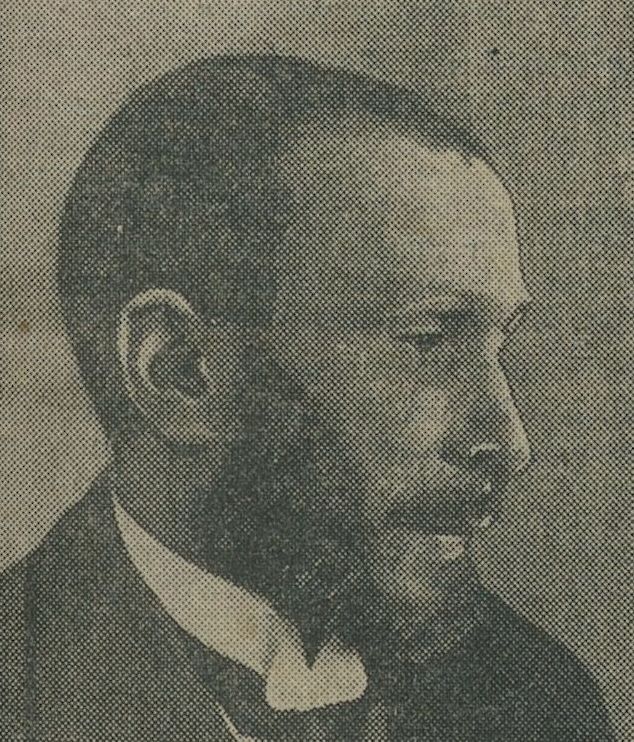
Emil Redlich

Emil Redlich (* 18. Januar 1866 in Brünn; † 7. Juni 1930 in Wien) war ein österreichischer Neurologe, Psychiater und Leiter der Nervenheilanstalt Maria Theresien-Schlössel.

## Leben
Redlich studierte von 1883 bis 1888 Medizin an der Universität Wien und wurde 1889 promoviert. Anschließend arbeitete er bei Heinrich Obersteiner in der neuroanatomischen Forschung sowie im Allgemeinen Krankenhaus in Wien. Er wechselte 1892 ins Städtischen Versorgungshaus. 1894 habilitierte Redlich sich und wurde Privatdozent für Neuropathologie, 1897 auch Privatdozent für Psychiatrie an der Universität Wien.
Von 1895 bis 1898 war er Assistent von Julius Wagner-Jauregg an der Psychiatrisch-Neurologischen Universitätsklinik. Anschließend leitete er die Privatirrenanstalt in Wien-Inzersdorf und war bis 1908 im Vorstand des Mariahilfer Ambulatoriums. 1900 wurde Redlich außerordentlicher, 1922 dann ordentlicher Professor. 1914 wurde er Direktor der Rothschildschen Nervenheilanstalt Maria Theresien-Schlössel in Wien-Döbling, an deren Planung er zuvor beteiligt gewesen war.
Redlich forschte insbesondere zur Anatomie und Pathologie des Gehirns und des Rückenmarks sowie zur Epilepsie.
Redlich war verheiratet mit Amalie, geb. Zuckerkandl.

## Veröffentlichungen (Auswahl)
- Über eine eigenthümliche, durch Gefässdegenerationen hervorgerufene Erkrankung der Rückenmarkshinterstränge. In: Zeitschrift für Heilkunde, Jg. 12 (1891).
- Hrsg. zusammen mit Alexander Kolisko: Schemata zum Einzeichnen von Gehirnbefunden. Deuticke, Leipzig und Wien 1895.
- Die Pathologie der tabischen Hinterstrangserkrankung: ein Beitrag zur Anatomie und Pathologie der Rückenmarkshinterstränge. Gustav Fischer, Jena 1897.
- zusammen mit Heinrich Obersteiner: Krankheiten des Rückenmarkes. In: Handbuch der praktischen Medizin, Bd. 3, 2. Auflage. Enke, Stuttgart 1905.
- zusammen mit Giulio Bonvicini: Über das Fehlen der Wahrnehmung der eigenen Blindheit bei Hirnkrankheiten. In: Jahrbücher für Psychiatrie und Neurologie, Bd. 33 (1908), S. 1–133.
- Die Psychosen bei Gehirnerkrankungen. In: Gustav Aschaffenburg (Hrsg.): Handbuch der Psychiatrie, spezieller Teil, Abt. 3, Bd. 1/2. Deuticke, Leipzig 1912, S. 335–422.
- zusammen mit Otto Binswanger: Die klinische Stellung der sogenannten genuinen Epilepsie: Referate, erstattet auf der Tagung der Ges. deutscher Nervenärzte in Hamburg 1912. In: Monatsschrift für Psychiatrie und Neurologie, Bd. 32 (1912), H. 5.
- zusammen mit Erwin Lazar: Über kindliche Selbstmörder. Springer, Berlin 1914 (Zwanglose Abhandlungen aus den Grenzgebieten der Pädagogik und Medizin; 3).
- Das Grenzgebiet der Epilepsie. In: Wiener klinische Wochenschrift, Jg. 40 (1927), Heft 9.